# Мчедлов-Петросян, Отар Петрович
Отар Петрович Мчедлов-Петросян (03.10.1918-03.10.1997) — советский учёный, доктор технических наук, профессор, член-корреспондент АН Грузинской ССР.
Окончил Грузинский политехнический институт им. В. И. Ленина (1940). Работал там же на кафедре технологии силикатов, после начала войны выполнял специальные задания для нужд фронта. За это награждён медалью «За оборону Кавказа» рекомендован к зачислению в аспирантуру ГПИ, в которой учился с 1942 по 1945 г. В 1946 г. защитил кандидатскую диссертацию.
В 1947—1952 гг. в Институте металла и горного дела АН ГССР, организовал лабораторию огнеупоров, коллектив которой проводил исследования сырья Закавказья для получения огнеупоров.
С 1952 г. доцент, затем зав. кафедрой в Харьковском институте инженеров железнодорожного транспорта.
Доктор технических наук (1954). Тема диссертации «Физико-химические свойства серпентинита и получение вяжущих и огнеупоров на его основе».
В 1958 г. избран членом-корреспондентом Академии строительства и архитектуры Украинской ССР, а в марте 1974 г. — членом-корреспондентом АН Грузинской ССР.
С 1976 г. профессор Харьковского инженерно-строительного института.
Основное научное направление — физико-химия и технология неорганических неметаллических строительных материалов.
Основатель Харьковской научной школы, ставившей следующие задачи:
- Разработка комплексных методов исследования свойств строительных материалов, включая химическую термодинамику, радиофизические методы, калориметрию, электрохимию.
- создание эффективных высокотемпературных способов обжига цементного клинкера, керамзита, получение шлакового сырья и минеральной ваты.
- Создание научных основ оптимальной технологии бетона и железобетона с учётом эффективности производства и долговечности изделий.

Совместно с коллегами внедрил в производство комплексные химические добавки, новые методы виброобработки, тепловой обработки, автоматизированные методы регулирования технологических параметров.
Работы в области термокинетического анализа процессов твердения вяжущих удостоены в 1985 г. премии им. Н. С. Курнакова АН СССР.
Под его руководством создано 6 исследовательских лабораторий, в том числе физико-химическая лаборатория Южгипроцемента, которой он руководил с 1964 г.
Был генеральным секретарём VI Международного конгресса по химии цемента в Москве (1974), вице-президентом VII конгресса по химии цемента в Париже (1980), членом оргкомитета VIII конгресса в Рио-де-Жанейро (1986).
Автор (соавтор) более 300 научных работ, в том числе более 10 монографий, получил 70 авторских свидетельств.
Лауреат Государственной премии Украинской ССР. Заслуженный изобретатель Украинской ССР (1965). Заслуженный деятель науки УССР (1979). Награждён Почётной грамотой Президиума Верховного Совета ГССР (1978).
Сочинения:
- Силикатные водостойкие изделия [Текст] / В. И. Бабушкин, О. П. Мчедлов-Петросян ; Акад. строительства и архитектуры УССР. — Киев : Госстройиздат УССР, 1962. — 100 с. : ил.; 22 см.
- Термодинамика силикатов / В. И. Бабушкин, Г. М. Матвеев, О. П. Мчедлов-Петросян. — 4-е изд., перераб. и доп. — М. : Стройиздат, 1986. — 406,[1] с. : ил.; 21 см.
- Структурообразование и твердение цементных паст и бетонов при пониженных температурах [Текст] / О. П. Мчедлов-Петросян, В. Л. Чернявский. — Киев : Будiвельник, 1974. — 112 с. : ил.; 22 см.
- Химия неорганических строительных материалов [Текст]. — Москва : Стройиздат, 1971. — 224 с. : ил.; 22 см.
- Термодинамика силикатов [Текст] / В. И. Бабушкин, Г. М. Матвеев, О. П. Мчедлов-Петросян ; Под общ. ред. д-ра техн. наук проф. О. П. Мчедлова-Петросяна. — 2-е изд., перераб. и доп. — Москва : Стройиздат, 1965. — 352 с. : граф.; 22 см.
- Транспортное материаловедение [Текст] : [Учебник для вузов ж.-д. транспорта] / В. И. Берлин, О. П. Мчедлов-Петросян, А. К. Шубников ; Под общ. ред. проф., д-ра техн. наук О. П. Мчедлова-Петросяна. — 2-е изд., испр. и доп. — Москва : Транспорт, 1972. — 408 с. : ил.; 22 см.
- Пластмассы и их применение в строительстве [Текст] : (Пособие для студентов) / Ю. П. Кривцов, О. П. Мчедлов-Петросян, чл.-корр. АС и АУССР проф. д-р техн. наук ; Харьк. ин-т инженеров ж.-д. транспорта им. С. М. Кирова и НИИ Укрводгео АС и А УССР. — Харьков : [б. и.], 1959. — 44 с. : черт.; 20 см.
- Тепловыделение при твердении вяжущих веществ и бетонов [Текст] / Мчедлов-Петросян О. П., Ушеров-Маршак А. В., Урженко А. М. — Москва : Стройиздат, 1984. — 225 с. : ил.; 20 см.
- Бетонные трубы для водохозяйственного строительства [Текст] / О. П. Мчедлов-Петросян, А. Г. Вандоловский, В. Н. Ладыженский. — Москва : Стройиздат, 1971. — 94 с. : ил.; 20 см.
- Расширяющиеся составы на основе портландцемента [Текст] : (Химия и технология) / О. П. Мчедлов-Петросян, д-р техн. наук, Л. Г. Филатов, канд. техн. наук. — Москва : Стройиздат, 1965. — 139 с. : ил.; 21 см.
- Материаловедение на железнодорожном транспорте [Текст] : [Учебник для вузов ж.-д. транспорта] / Н. В. Андреев, В. И. Берлин, О. П. Мчедлов-Петросян, А. К. Шубников ; Под общ. ред. проф. д-ра техн. наук А. К. Шубникова. — Москва : Трансжелдориздат, 1958. — 462 с. : ил.; 22 см.

Сын — Мчедлов-Петросян, Николай Отарович, доктор химических наук.